# Вовнянский сельский совет (Шосткинский район)
Вовнянский сельский совет (укр. Вовнянська сільська рада) — входит в состав
Шосткинского района
Сумской области
Украины.
Административный центр сельского совета находится в 
с. Вовна
.

## Населённые пункты совета
- с. Вовна
- с. Дибровка

## Ликвидированные населённые пункты совета
- с. Залесье
- с. Калиновец